# NBA All-Star Game 2021
Le NBA All-Star Game 2021 est la 70e édition du NBA All-Star Game.
Il se déroule le 7 mars 2021 à la State Farm Arena d'Atlanta, siège des Hawks d'Atlanta. C'est la troisième fois que la ville d'Atlanta accueille le NBA All-Star Game, les anciennes éditions se sont déroulées en 1978 et 2003. L'événement est télévisé aux États-Unis pour la 19e fois.

## Format
Pour cette édition du All-Star Game, la NBA décide de garder le format précédemment utilisé en 2020. Le score est mis à zéro à chaque début de quart-temps. Puis, au terme du troisième quart-temps, les scores de chaque équipe sont cumulés. Le vainqueur du match est alors désigné lorsqu’une équipe atteint le score de celle qui se trouvait en tête avant le début du quatrième quart-temps, auquel on ajoute 24 points en hommage à Kobe Bryant.
Pour donner un exemple, si le score est de 116-110, l'équipe vainqueur est la première à atteindre les 140 points, puisque l'on prend les 116 points de la première équipe auxquels on ajoute 24. Ce qui signifie que le dernier quart-temps n'a pas de limite de temps.

## Votes des fans

### Système de vote
Le vote pour le All-Star Game 2021 a débuté le 28 janvier 2021, jusqu’au 16 février 2021. Les titulaires sont de nouveau choisi par trois comités : les fans, médias et joueurs. La répartition des votes se fait de la manière suivante, concernant les titulaires des deux équipes : 50% des votes des fans, 25% des votes des médias et 25% des votes des joueurs
Des checkpoints détaillés ont été réalisés le 2 janvier, le 9 janvier et le 16 janvier. La NBA a également remis au goût du jour les «2-for-1 days», c'est-à-dire que pendant cinq jours, les votes compteront double ; il s'agissait du 30 janvier puis les 2, 4, 13 et 16 février.

### Choix des fans
La NBA a révélé le résultat final des votes, ainsi que les noms des deux capitaines le 18 février 2021.

#### Conférence Est
| #  | Joueur (équipe)                           | Nombre de votes |
| -- | ----------------------------------------- | --------------- |
| 1  | Bradley Beal (Wizards de Washington)      | 3 485 051       |
| 2  | Kyrie Irving (Nets de Brooklyn)           | 2 765 320       |
| 3  | James Harden (Nets de Brooklyn)           | 2 347 594       |
| 4  | Zach LaVine (Bulls de Chicago)            | 1 500 979       |
| 5  | Jaylen Brown (Celtics de Boston)          | 1 401 416       |
| 6  | Trae Young (Hawks d'Atlanta)              | 991 857         |
| 7  | Russell Westbrook (Wizards de Washington) | 462 605         |
| 8  | Derrick Rose (Knicks de New York)         | 460 049         |
| 9  | Collin Sexton (Cavaliers de Cleveland)    | 455 806         |
| 10 | Fred VanVleet (Raptors de Toronto)        | 431 769         |

| #  | Joueur (équipe)                            | Nombre de votes |
| -- | ------------------------------------------ | --------------- |
| 1  | Kevin Durant (Nets de Brooklyn)            | 5 567 106       |
| 2  | Giánnis Antetokoúnmpo (Bucks de Milwaukee) | 4 459 276       |
| 3  | Joel Embiid (76ers de Philadelphie)        | 4 171 690       |
| 4  | Jayson Tatum (Celtics de Boston)           | 2 295 299       |
| 5  | Jimmy Butler (Heat de Miami)               | 938 855         |
| 6  | Bam Adebayo (Heat de Miami)                | 753 846         |
| 7  | Julius Randle (Knicks de New York)         | 652 417         |
| 8  | Domantas Sabonis (Pacers de l'Indiana)     | 555 788         |
| 9  | Gordon Hayward (Hornets de Charlotte)      | 493 526         |
| 10 | Jerami Grant (Pistons de Détroit)          | 427 925         |

#### Conférence Ouest
| #  | Joueur (équipe)                            | Nombre de votes |
| -- | ------------------------------------------ | --------------- |
| 1  | Stephen Curry (Warriors de Golden State)   | 5 481 033       |
| 2  | Luka Dončić (Mavericks de Dallas)          | 3 335 042       |
| 3  | Damian Lillard (Trail Blazers de Portland) | 2 848 663       |
| 4  | Donovan Mitchell (Jazz de l'Utah)          | 741 272         |
| 5  | Devin Booker (Suns de Phoenix)             | 615 858         |
| 6  | Ja Morant (Grizzlies de Memphis)           | 556 311         |
| 7  | Chris Paul (Suns de Phoenix)               | 391 667         |
| 8  | Alex Caruso (Lakers de Los Angeles)        | 371 648         |
| 9  | Klay Thompson (Warriors de Golden State)   | 335 859         |
| 10 | C. J. McCollum (Trail Blazers de Portland) | 303 210         |

| #  | Joueur (équipe)                                   | Nombre de votes |
| -- | ------------------------------------------------- | --------------- |
| 1  | LeBron James (Lakers de Los Angeles)              | 5 922 554       |
| 2  | Nikola Jokić (Nuggets de Denver)                  | 4 208 879       |
| 3  | Kawhi Leonard (Clippers de Los Angeles)           | 3 388 151       |
| 4  | Anthony Davis (Lakers de Los Angeles)             | 3 075 499       |
| 5  | Paul George (Clippers de Los Angeles)             | 1 310 058       |
| 6  | Zion Williamson (Pelicans de La Nouvelle-Orléans) | 1 250 684       |
| 7  | Andrew Wiggins (Warriors de Golden State)         | 771 737         |
| 8  | Christian Wood (Rockets de Houston)               | 676 320         |
| 9  | Brandon Ingram (Pelicans de La Nouvelle-Orléans)  | 606 826         |
| 10 | Carmelo Anthony (Trail Blazers de Portland)       | 497 474         |

## Sélection des titulaires
| * | Sélectionné en tant que titulaire          |
| C | Sélectionné en tant que capitaine d'équipe |

Une note pondérée est finalement calculée afin de déterminer les titulaires de la conférence, les notes au plus proche de 1 peuvent permettre au joueur d'être élu titulaire,.
Le joueur ayant reçu le plus de votes des fans, parmi les titulaires, est capitaine pour une des deux équipes.

### Conférence Est
| #  | Joueur (équipe)                           | Classement des fans | Classement des joueurs | Classement des médias | Score pondéré |
| -- | ----------------------------------------- | ------------------- | ---------------------- | --------------------- | ------------- |
| 1  | Bradley Beal (Wizards de Washington)*     | 1                   | 1                      | 1                     | 1,00          |
| 2  | Kyrie Irving (Nets de Brooklyn)*          | 2                   | 2                      | 4                     | 2,50          |
| 3  | James Harden (Nets de Brooklyn)           | 3                   | 3                      | 3                     | 3,00          |
| 4  | Zach LaVine (Bulls de Chicago)            | 4                   | 3                      | 5                     | 4,00          |
| 5  | Jaylen Brown (Celtics de Boston)          | 5                   | 5                      | 2                     | 4,25          |
| 6  | Trae Young (Hawks d'Atlanta)              | 6                   | 11                     | 6                     | 7,25          |
| 7  | Russell Westbrook (Wizards de Washington) | 7                   | 12                     | 7                     | 8,25          |
| 8  | Ben Simmons (76ers de Philadelphie)       | 11                  | 6                      | 7                     | 8,75          |
| 9  | Fred VanVleet (Raptors de Toronto)        | 10                  | 7                      | 9                     | 9,00          |
| 10 | Collin Sexton (Cavaliers de Cleveland)    | 9                   | 13                     | 9                     | 10,00         |

| #  | Joueur (équipe)                             | Classement des fans | Classement des joueurs | Classement des médias | Score pondéré |
| -- | ------------------------------------------- | ------------------- | ---------------------- | --------------------- | ------------- |
| 1  | Kevin Durant (Nets de Brooklyn) C           | 1                   | 1                      | 3                     | 1,50          |
| 2  | Giánnis Antetokoúnmpo (Bucks de Milwaukee)* | 2                   | 2                      | 1                     | 1,75          |
| 3  | Joel Embiid (76ers de Philadelphie)*        | 3                   | 3                      | 2                     | 2,75          |
| 4  | Jayson Tatum (Celtics de Boston)            | 4                   | 5                      | 5                     | 4,50          |
| 5  | Jimmy Butler (Heat de Miami)                | 5                   | 6                      | 7                     | 5,75          |
| 6  | Bam Adebayo (Heat de Miami)                 | 6                   | 4                      | 7                     | 5,75          |
| 7  | Julius Randle (Knicks de New York)          | 7                   | 8                      | 5                     | 6,75          |
| 8  | Domantas Sabonis (Pacers de l'Indiana)      | 8                   | 9                      | 4                     | 7,25          |
| 9  | Jerami Grant (Pistons de Détroit)           | 10                  | 7                      | 7                     | 8,50          |
| 10 | Gordon Hayward (Hornets de Charlotte)       | 9                   | 15                     | 7                     | 10,00         |

### Conférence Ouest
| #  | Joueur (équipe)                                   | Classement des fans | Classement des joueurs | Classement des médias | Score pondéré |
| -- | ------------------------------------------------- | ------------------- | ---------------------- | --------------------- | ------------- |
| 1  | Stephen Curry (Warriors de Golden State)*         | 1                   | 1                      | 1                     | 1,00          |
| 2  | Luka Dončić (Mavericks de Dallas)*                | 2                   | 3                      | 3                     | 2,50          |
| 3  | Damian Lillard (Trail Blazers de Portland)        | 3                   | 2                      | 2                     | 2,50          |
| 4  | Donovan Mitchell (Jazz de l'Utah)                 | 4                   | 5                      | 4                     | 4,25          |
| 5  | Devin Booker (Suns de Phoenix)                    | 5                   | 4                      | 5                     | 4,75          |
| 6  | Ja Morant (Grizzlies de Memphis)                  | 6                   | 9                      | 5                     | 6,50          |
| 7  | Chris Paul (Suns de Phoenix)                      | 7                   | 7                      | 5                     | 6,50          |
| 8  | Shai Gilgeous-Alexander (Thunder d'Oklahoma City) | 11                  | 7                      | 5                     | 8,50          |
| 9  | C. J. McCollum (Trail Blazers de Portland)        | 10                  | 14                     | 5                     | 9,75          |
| 10 | DeMar DeRozan (Spurs de San Antonio)              | 12                  | 10                     | 5                     | 9,75          |

| #  | Joueur (équipe)                                   | Classement des fans | Classement des joueurs | Classement des médias | Score pondéré |
| -- | ------------------------------------------------- | ------------------- | ---------------------- | --------------------- | ------------- |
| 1  | LeBron James (Lakers de Los Angeles) C            | 1                   | 1                      | 1                     | 1,00          |
| 2  | Nikola Jokić (Nuggets de Denver)*                 | 2                   | 2                      | 2                     | 2,00          |
| 3  | Kawhi Leonard (Clippers de Los Angeles)*          | 3                   | 4                      | 3                     | 3,25          |
| 4  | Anthony Davis (Lakers de Los Angeles)             | 4                   | 3                      | 5                     | 4,00          |
| 5  | Paul George (Clippers de Los Angeles)             | 5                   | 5                      | 5                     | 5,00          |
| 6  | Zion Williamson (Pelicans de La Nouvelle-Orléans) | 6                   | 8                      | 8                     | 7,00          |
| 7  | Brandon Ingram (Pelicans de La Nouvelle-Orléans)  | 9                   | 6                      | 8                     | 8,00          |
| 8  | Christian Wood (Rockets de Houston)               | 8                   | 10                     | 7                     | 8,25          |
| 9  | Rudy Gobert (Jazz de l'Utah)                      | 12                  | 7                      | 4                     | 8,75          |
| 10 | Carmelo Anthony (Trail Blazers de Portland)       | 10                  | 9                      | 8                     | 9,25          |

## Sélection des remplaçants
Les entraîneurs de chaque conférence désignent 7 remplaçants par conférence, qui sont dévoilés le 23 février.
| Joueur         | Équipe                |
| -------------- | --------------------- |
| Jaylen Brown   | Celtics de Boston     |
| James Harden   | Nets de Brooklyn      |
| Zach LaVine    | Bulls de Chicago      |
| Julius Randle  | Knicks de New York    |
| Ben Simmons    | 76ers de Philadelphie |
| Jayson Tatum   | Celtics de Boston     |
| Nikola Vučević | Magic d'Orlando       |

| Joueur           | Équipe                          |
| ---------------- | ------------------------------- |
| Anthony Davis    | Lakers de Los Angeles           |
| Paul George      | Clippers de Los Angeles         |
| Rudy Gobert      | Jazz de l'Utah                  |
| Damian Lillard   | Trail Blazers de Portland       |
| Donovan Mitchell | Jazz de l'Utah                  |
| Chris Paul       | Suns de Phoenix                 |
| Zion Williamson  | Pelicans de La Nouvelle-Orléans |

## Entraîneurs
Quin Snyder, entraîneur du Jazz de l'Utah est sélectionné pour entraîner la Team LeBron.
Doc Rivers, entraîneur des 76ers de Philadelphie est sélectionné pour entraîner la Team Durant.

## Composition des équipes
| * | Sélectionné en tant que titulaire          |
| C | Sélectionné en tant que capitaine d'équipe |

| Joueur                                          | Équipe                          | Participation |
| ----------------------------------------------- | ------------------------------- | ------------- |
| Kevin Durant C 1                                | Nets de Brooklyn                | 11e           |
| Kyrie Irving                                    | Nets de Brooklyn                | 7e            |
| Bradley Beal                                    | Wizards de Washington           | 3e            |
| Kawhi Leonard                                   | Clippers de Los Angeles         | 5e            |
| Jayson Tatum                                    | Celtics de Boston               | 2e            |
| Joel Embiid 4                                   | 76ers de Philadelphie           | 4e            |
| James Harden                                    | Nets de Brooklyn                | 9e            |
| Mike Conley, Jr. 3                              | Jazz de l'Utah                  | 1re           |
| Devin Booker 2 3                                | Suns de Phoenix                 | 2e            |
| Donovan Mitchell                                | Jazz de l'Utah                  | 2e            |
| Zach LaVine                                     | Bulls de Chicago                | 1re           |
| Julius Randle                                   | Knicks de New York              | 1re           |
| Zion Williamson                                 | Pelicans de La Nouvelle-Orléans | 1re           |
| Nikola Vučević                                  | Magic d'Orlando                 | 2e            |
| Entraîneur : Doc Rivers (76ers de Philadelphie) |                                 |               |

|                                 | maillot Maillot de laTeam Durant · maillot Maillot de laTeam Durant |  |
| Maillot de laTeam Durant shorts |                                                                     |  |
|                                 |                                                                     |  |
| Maillot de la Team Durant       |                                                                     |  |

| Joueur                                    | Équipe                    | Participation |
| ----------------------------------------- | ------------------------- | ------------- |
| LeBron James C                            | Lakers de Los Angeles     | 17e           |
| Stephen Curry                             | Warriors de Golden State  | 7e            |
| Luka Dončić                               | Mavericks de Dallas       | 2e            |
| Giánnis Antetokoúnmpo                     | Bucks de Milwaukee        | 5e            |
| Nikola Jokić                              | Nuggets de Denver         | 3e            |
| Damian Lillard                            | Trail Blazers de Portland | 6e            |
| Ben Simmons 4                             | 76ers de Philadelphie     | 3e            |
| Chris Paul                                | Suns de Phoenix           | 11e           |
| Jaylen Brown                              | Celtics de Boston         | 1re           |
| Paul George                               | Clippers de Los Angeles   | 7e            |
| Domantas Sabonis 1                        | Pacers de l'Indiana       | 2e            |
| Rudy Gobert                               | Jazz de l'Utah            | 2e            |
| Entraîneur : Quin Snyder (Jazz de l'Utah) |                           |               |

|                                 | maillot Maillot de laTeam LeBron · maillot Maillot de laTeam LeBron |  |
| Maillot de laTeam LeBron shorts |                                                                     |  |
|                                 |                                                                     |  |
| Maillot de la Team LeBron       |                                                                     |  |

1 : Domantas Sabonis remplace Kevin Durant, blessé.
2 : Devin Booker remplace Anthony Davis, blessé.
3 : Mike Conley, Jr. remplace Devin Booker, blessé.
4 : Joel Embiid et Ben Simmons ne disputent pas le match en raison d'un contact avec une personne positive au Covid-19, Zion Williamson intègre le 5 majeur de la Team Durant.

## Match
| 7 mars 2021 20h00 | Rapport | Team Durant 150, Team LeBron 170                   | Team Durant 150, Team LeBron 170 | Team Durant 150, Team LeBron 170                       |  | State Farm Arena, Atlanta | TNT |
| 7 mars 2021 20h00 | Rapport | Score par quart-temps : 39-40, 41-60, 45-46, 25-24 |                                  |                                                        |  | State Farm Arena, Atlanta | TNT |
| 7 mars 2021 20h00 | Rapport | Score par mi-temps : 80-100, 70-70                 |                                  |                                                        |  | State Farm Arena, Atlanta | TNT |
| 7 mars 2021 20h00 | Rapport | Bradley Beal, 26 Kawhi Leonard, 9 Kyrie Irving, 12 | Points Rebonds Passes d.         | Giánnis Antetokoúnmpo, 35 Chris Paul, 8 Chris Paul, 16 |  | State Farm Arena, Atlanta | TNT |

MVP : Giánnis Antetokoúnmpo

## All-Star Week-end

### Rising Stars Challenge
Le Rising Stars Challenge oppose uniquement des joueurs rookies et sophomores de la ligue. Auparavant, les joueurs de première année étaient opposés à ceux de deuxième année. Depuis quelques années, l'opposition est faite entre les joueurs américains (Team USA) et les joueurs internationaux (Team World). Cette année, le match n'a pas lieu mais la NBA décide quand même de sélectionner les deux équipes.
| Poste        | Joueur             | Nat | Équipe                          | Rookie / Sophomore |
| ------------ | ------------------ | --- | ------------------------------- | ------------------ |
| G            | LaMelo Ball        |     | Hornets de Charlotte            | Rookie             |
| G            | Tyrese Haliburton  |     | Kings de Sacramento             | Rookie             |
| G            | Ja Morant          |     | Grizzlies de Memphis            | Sophomore          |
| G            | Anthony Edwards    |     | Timberwolves du Minnesota       | Rookie             |
| G            | Tyler Herro        |     | Heat de Miami                   | Sophomore          |
| G/F          | Keldon Johnson     |     | Spurs de San Antonio            | Sophomore          |
| F            | De'Andre Hunter    |     | Hawks d'Atlanta                 | Sophomore          |
| F            | Michael Porter Jr. |     | Nuggets de Denver               | Sophomore          |
| F            | Zion Williamson    |     | Pelicans de La Nouvelle-Orléans | Sophomore          |
| C            | James Wiseman      |     | Warriors de Golden State        | Rookie             |
| Entraîneur : |                    |     |                                 |                    |

| Poste        | Joueur                   | Nat | Équipe                          | Rookie / Sophomore |
| ------------ | ------------------------ | --- | ------------------------------- | ------------------ |
| G            | Facundo Campazzo         |     | Nuggets de Denver               | Rookie             |
| G            | Théo Maledon             |     | Thunder d'Oklahoma City         | Rookie             |
| G            | Nickeil Alexander-Walker |     | Pelicans de La Nouvelle-Orléans | Sophomore          |
| G            | Mychal Mulder            |     | Warriors de Golden State        | Sophomore          |
| G/F          | R. J. Barrett            |     | Knicks de New York              | Sophomore          |
| G/F          | Luguentz Dort            |     | Thunder d'Oklahoma City         | Sophomore          |
| F            | Deni Avdija              |     | Wizards de Washington           | Rookie             |
| F            | Precious Achiuwa         |     | Heat de Miami                   | Rookie             |
| F            | Rui Hachimura            |     | Wizards de Washington           | Sophomore          |
| F            | Brandon Clarke           |     | Grizzlies de Memphis            | Sophomore          |
| Entraîneur : |                          |     |                                 |                    |

### Concours de dunk
Cette année les participants sont : Anfernee Simons, Cassius Stanley et Obi Toppin.
| Joueur          | Équipe                    | Premier tour | Finale |
| --------------- | ------------------------- | ------------ | ------ |
| Anfernee Simons | Trail Blazers de Portland | 95 (46+49)   | 3      |
| Obi Toppin      | Knicks de New York        | 94 (48+46)   | 2      |
| Cassius Stanley | Pacers de l'Indiana       | 81 (44+37)   | -      |

### Concours de tirs à trois points
Cette années les participants sont : Stephen Curry, Jaylen Brown, Jayson Tatum, Zach LaVine, Donovan Mitchell et Mike Conley, Jr..
| Pos.    | Joueur           | Équipe                   | Premier tour | Finale    |
| ------- | ---------------- | ------------------------ | ------------ | --------- |
| Meneur  | Stephen Curry    | Warriors de Golden State | 31 points    | 28 points |
| Meneur  | Mike Conley, Jr. | Jazz de l'Utah           | 28 points    | 27 points |
| Ailier  | Jayson Tatum     | Celtics de Boston        | 25 points    | 17 points |
| Arrière | Zach LaVine      | Bulls de Chicago         | 22 points    | -         |
| Arrière | Donovan Mitchell | Jazz de l'Utah           | 22 points    | -         |
| Arrière | Jaylen Brown     | Celtics de Boston        | 17 points    | -         |

### Taco Bell Skills Challenge
Cette années les participants sont Robert Covington, Julius Randle, Luka Dončić, Domantas Sabonis, Chris Paul et Nikola Vučević.
|  | Quarts de finale | Quarts de finale |                  |   | Demi-finales     | Demi-finales |  |  | Finale | Finale |
|  | Quarts de finale | Quarts de finale |                  |   | Demi-finales     | Demi-finales |  |  | Finale | Finale |
|  |                  |                  |                  |   |                  |              |  |  |        |        |
|  |                  |                  |                  |   |                  |              |  |  |        |        |
|  |                  |                  |                  |   |                  |              |  |  |        |        |
|  | Luka Dončić      | L                |                  |   |                  |              |  |  |        |        |
|  | Luka Dončić      | L                | Domantas Sabonis | W |                  |              |  |  |        |        |
|  | Domantas Sabonis | W                | Domantas Sabonis | W |                  |              |  |  |        |        |
|  | Domantas Sabonis | W                | Julius Randle    | L |                  |              |  |  |        |        |
|  |                  |                  | Julius Randle    | L | Domantas Sabonis | W            |  |  |        |        |
|  |                  |                  |                  |   | Domantas Sabonis | W            |  |  |        |        |
|  |                  | Nikola Vučević   | L                |   |                  |              |  |  |        |        |
|  | Nikola Vučević   | Nikola Vučević   | L                | W |                  |              |  |  |        |        |
|  | Nikola Vučević   | Nikola Vučević   | W                | W |                  |              |  |  |        |        |
|  | Robert Covington | Nikola Vučević   | W                | L |                  |              |  |  |        |        |
|  | Robert Covington | Chris Paul       | L                | L |                  |              |  |  |        |        |
|  |                  | Chris Paul       | L                |   |                  |              |  |  |        |        |